# 国鉄ED76形電気機関車
ED76形電気機関車（イーディー76がたでんききかんしゃ）とは、日本国有鉄道（国鉄）が1965年（昭和40年）から製造した交流用電気機関車である。

## 製造の経緯
九州地方の電化延長に際し、従前より使用してきたED72形・ED73形の増備用として開発された。既存2形式が搭載する水銀整流器は運用や保守に特段の注意を要する難点があったことから、先にシリコン整流器を装備して開発されたED75形の基本設計を基に、九州の輸送事情を考慮した仕様変更がなされた車両である。1965年から1979年まで製造された。
1968年には北海道地区の電化開業用として500番台が開発された。使用環境の差異から、九州仕様とは電気方式（電源周波数）を始め、内外構造に相違点が多い車両であったが、車軸配置と列車暖房方式が共通であることを理由としてED76形の一区分番台とされた。
九州用・北海道用あわせて139両が製造されている。2021年（令和3年）現在、JR貨物の電気機関車では唯一現役のD形機関車である。

## 構造

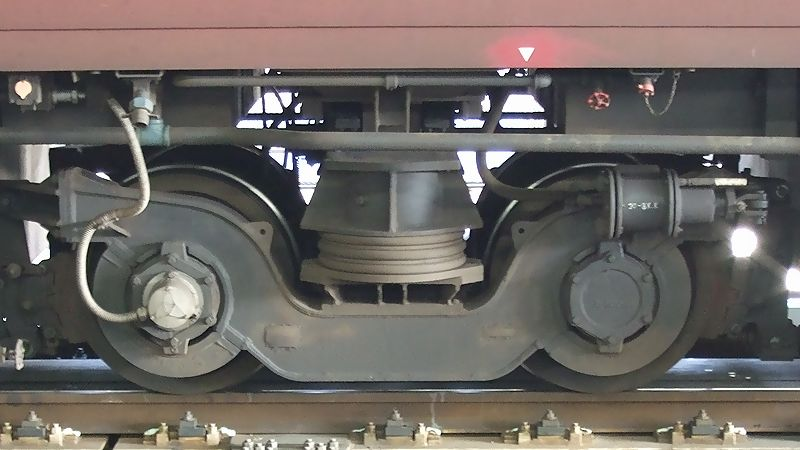
TR103D形中間台車

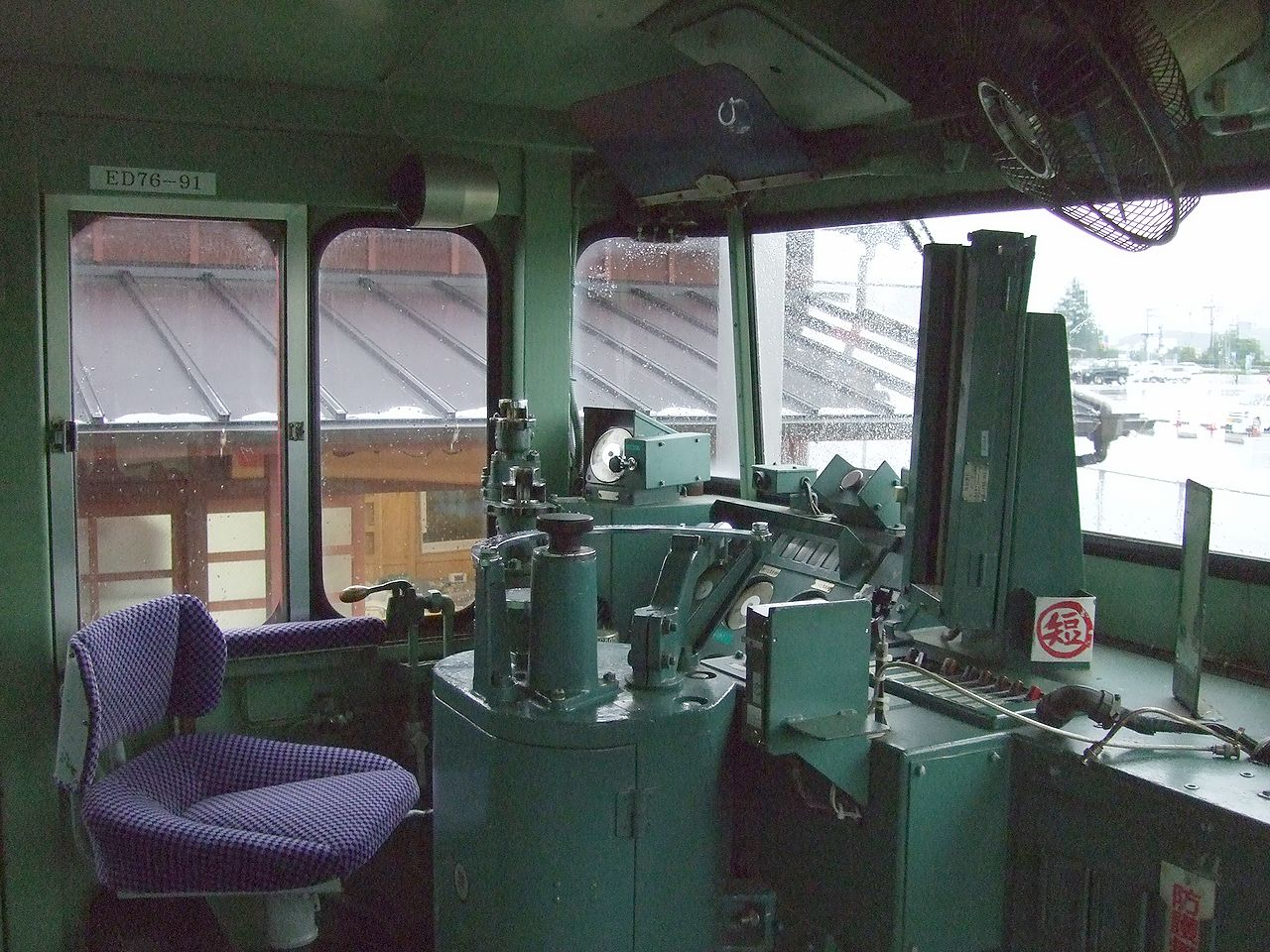
運転台 (ED76 91)

交流電気機関車の事実上の標準形式となったED75形の仕様を基に、列車暖房用の蒸気発生装置 (SG) を搭載するため車体長を延長し、重量増への対処と軸重軽減のために中間台車を設けた構成である。中間台車は動力をもたず、軸配置は " Bo - 2 - Bo "（UIC 式表記）と表される。
制御方式はED75形と同一のタップ間電圧連続制御（無電弧低圧タップ切換）を採用する。これは架線電圧を降圧する主変圧器の二次側から巻線比の異なる複数のタップを取り出し、このタップ間の電位差を利用して主電動機に加圧する電圧を変化させるものである。しかしタップ制御だけでは電圧の変動が大きく、衝動や空転の原因になるため磁気増幅器を利用してタップ間の電圧を連続制御している。こうして得られた電圧を主整流器と平滑リアクトルにより直流に近付け、MT52形主電動機に流している。主変圧器(TM11B)は2,350 kVAの容量を備える。主シリコン整流器はRS21A、低圧タップ切換器はLTC-3を使用し、同時期に製造されたED75形300番台301 - 310号機と同じ機器構成である。
動台車には仮想心皿方式を採用し、引張棒を介して牽引力を伝達する点もED75形と同じであるが速度計は中間台車の従輪より検出する方法が採られている。1エンド側にDT129C、2エンド側にDT129D、中間台車にTR103Aを装着する。SG使用時の水と燃料搭載、およびその消費による重量変動が及ぼす制動性能への影響に対してはブレーキ応荷重増圧を装備して対策を行っている。
九州仕様車は、製造途中の9号機から中間台車に軸重可変機能を装備する。中間台車の空気ばねの空気圧力を調整することで動輪の軸重を14 tから16.8 tまで4段階に変化させ、軸重制限のあるローカル線でも走行できるようにしたものである。
集電装置として、ED75形とは異なり空気上昇式の菱形パンタグラフ(PS100A)が2基搭載される。
北海道向け500番台についての性能および構造の詳細については後述する。

## 仕様別詳説

### 九州仕様機

#### 基本番台

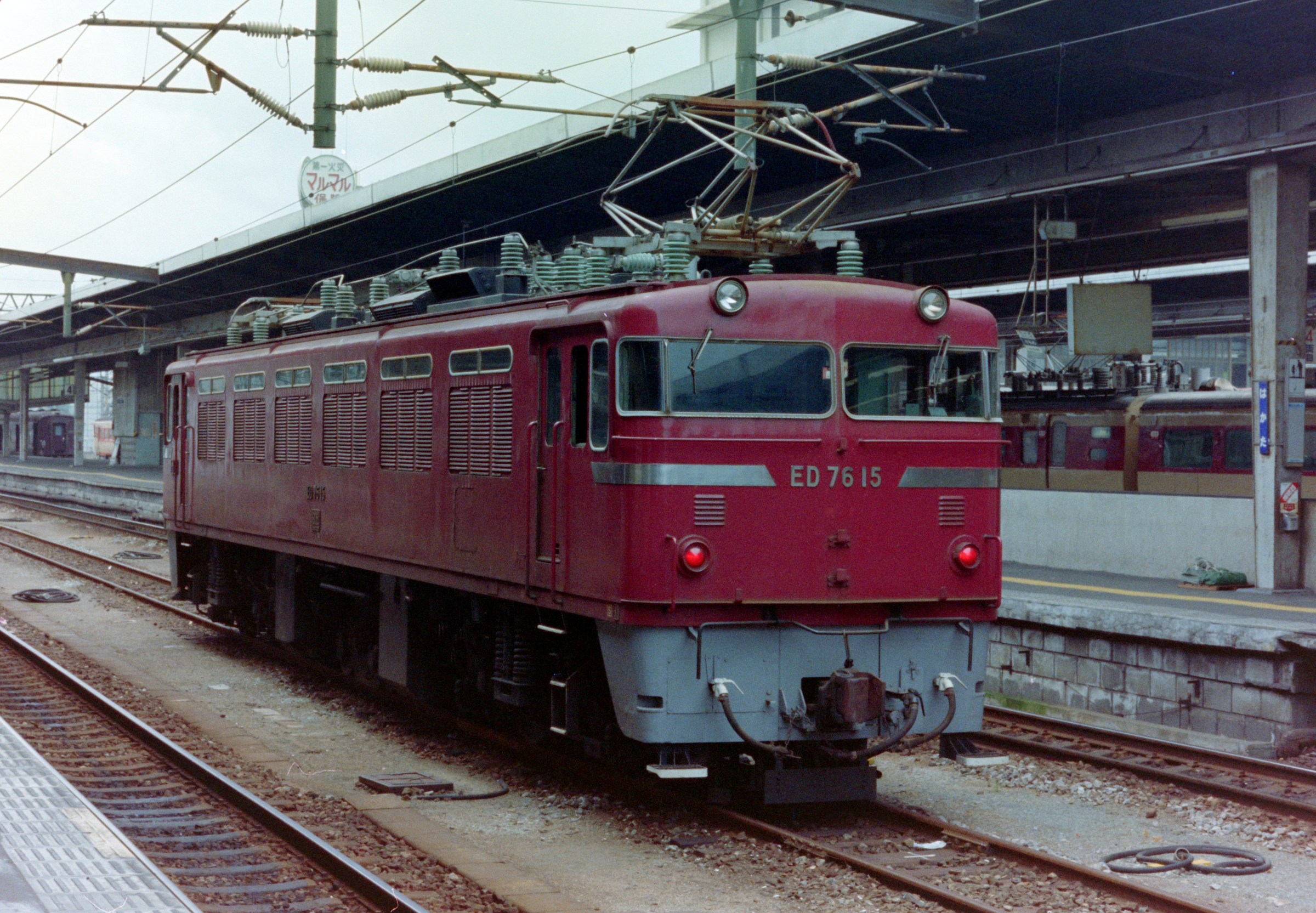
ED76 15

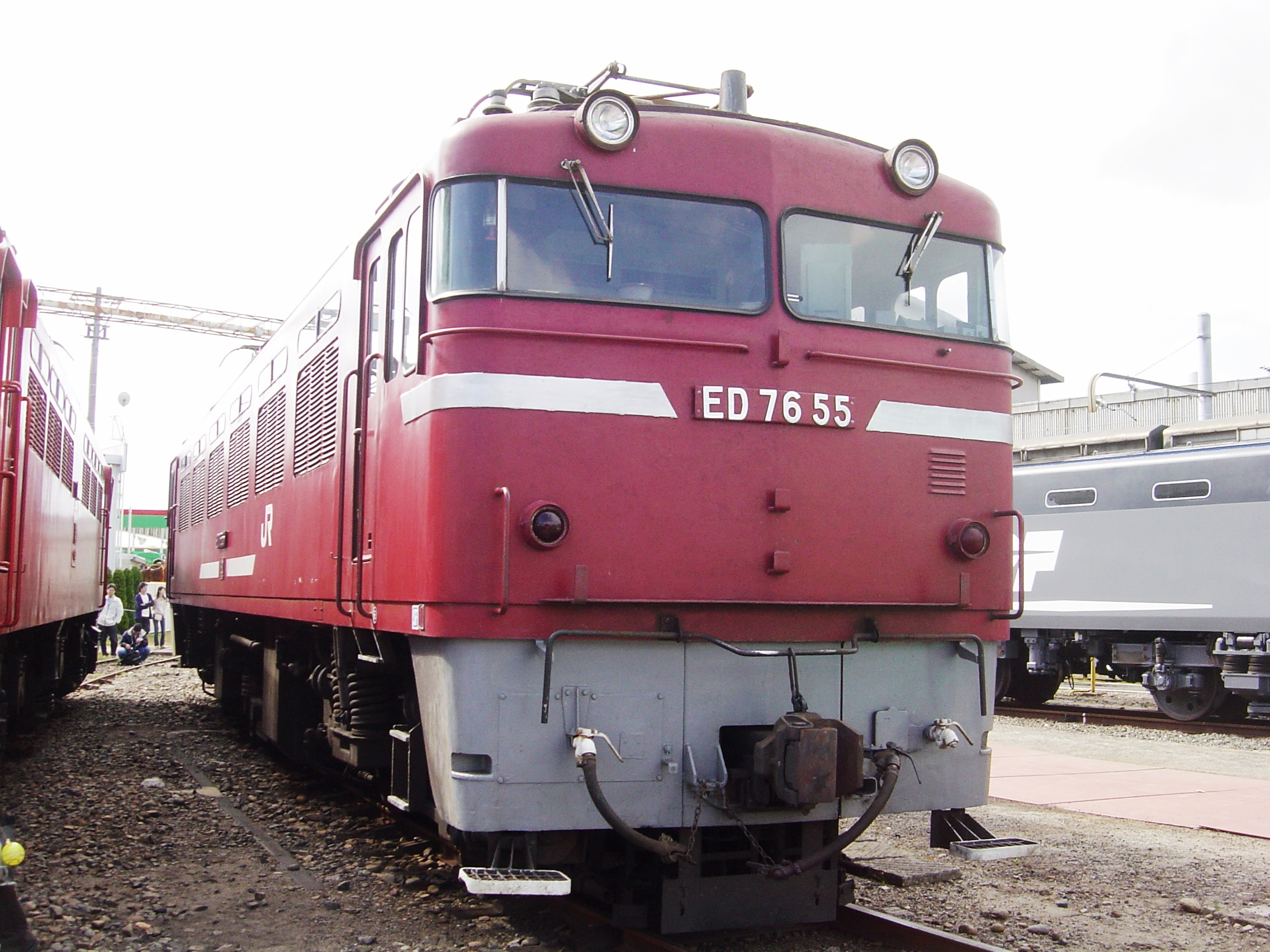
JR貨物に継承された ED76 55

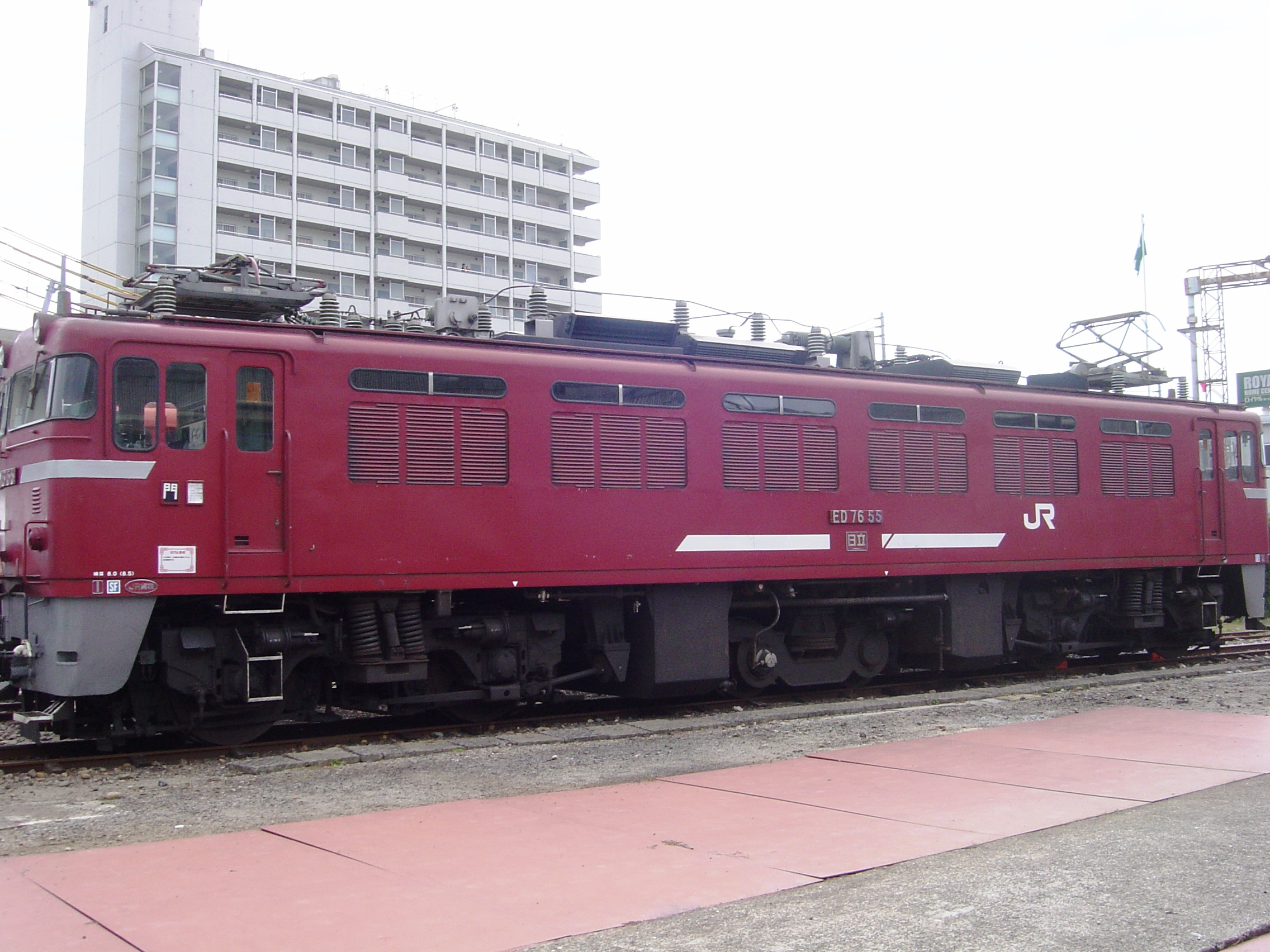
側面 ED76 55

九州向けとして1965年から1976年の間に94両が製造された。前面は非貫通構造となっている。

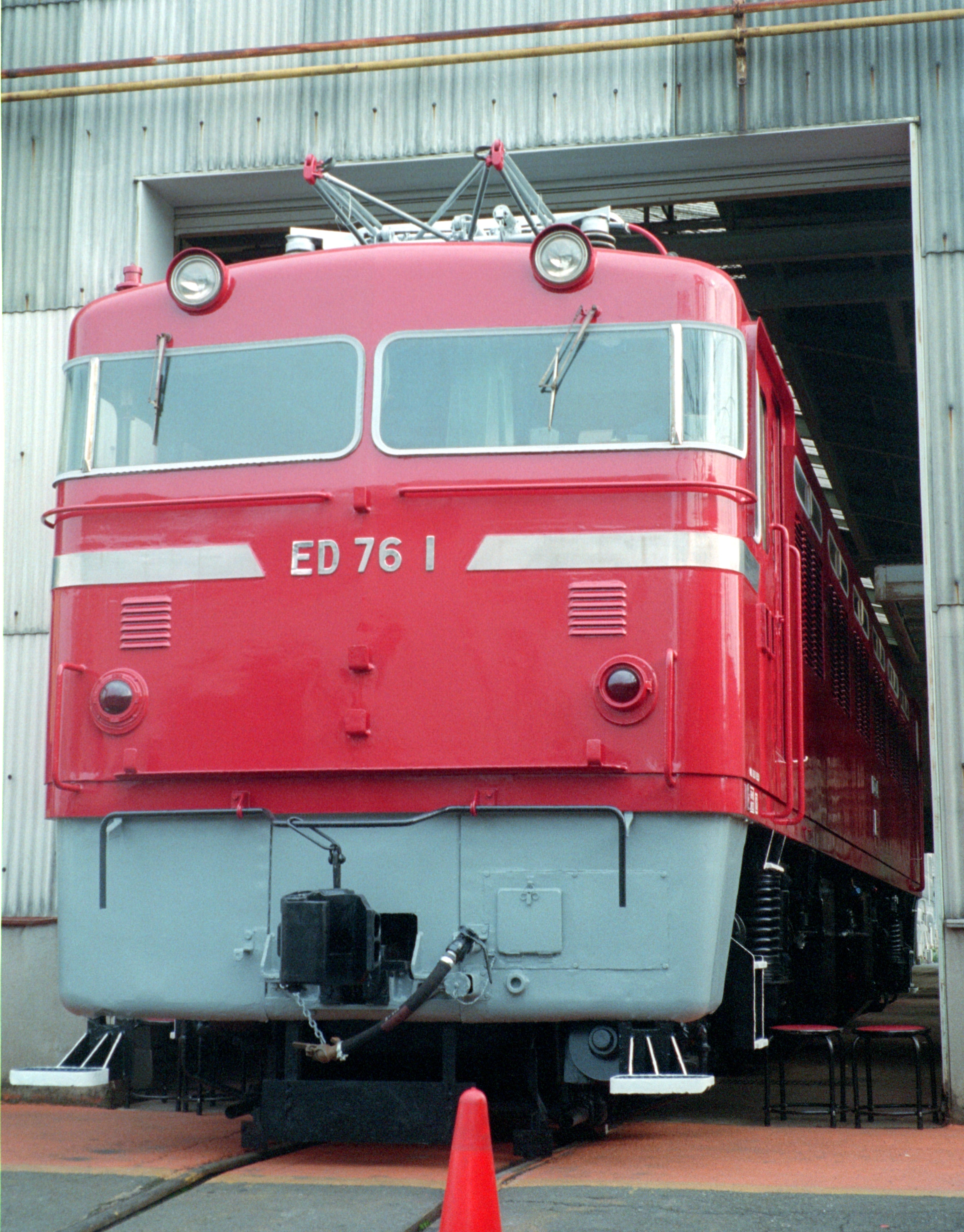
トップナンバーの ED76 1

1 - 8号機
1965年に製造された。北部九州地区でED72形と共通に使用するための車両で、9号機以降とは装備や機能に相違があり運用も区別された。
中間台車は空気ばねによる軸重調整が可能であるが、基礎ブレーキ装置は装備せずSG用の水と燃料搭載、および消費による重量変動を補償する機能に特化した仕様であった。
前面スカートにはステップの切り欠きがなく、元空気溜引き通し管は装備しない。
9 - 26号機
1967年に製造された。交流機器は同時期製造のED75形101 - 127を元にしている。前面スカートにはステップの切り欠きが入り、後部標識板の廃止に伴い尾灯が飾りリング付きになった。運転室や機器室の照明が、すべて蛍光灯化され、運転室と機器室の間が2重化されている。
11号機以降は車体前面下部の踏板を大型化している。中間台車は基礎ブレーキ装置を追加したTR103D形で、軸重可変範囲も拡大されて軸重15 t以下に制限された線区での運用を可能とした。これらの変更により重量が、86.0 tから87.0 tに増加した。
1968年以降、AREB電磁指令式自動空気ブレーキを装備する20系客車牽引に際し元空気溜引き通し管を装備する改造が行われた。
27 - 30号機
1969年及び1970年に製造された。新製時より元空気溜引き通し管を装備し、主電動機はMT52A形に、空気圧縮機はMH3064B-C3000形に、電動送風機はターボ式のMH3057-FK91B形に変更されている。
31 - 48号機
1970年の製造で1000番台1011 - 1014号機と同一ロットで、下枠交差型パンタグラフ（PS102C）が採用され、車体前面下部の踏板は小型のものへと戻されている。タップ切替器など一部機器も変更や無接点化されている。
49 - 54号機
1970年の製造で空気遮断器(ABB)から真空遮断器(VCB)に変更され、屋根上機器の形状や配置が異なる。台車が一部改良されている。
本区分までは車両番号標記にステンレスの切抜き文字を用い、車体に直付けする。後天的な改造で番号標記をブロック式ナンバープレートに変更した車両も一部に存在する。
55 - 80号機
1974年の製造で、前年に製造された1000番台1011 - 1014号機同様の機器の変更がされているが、さらに同時期製造のED75形1030 - 1035号機と同じく蓄電池箱のステンレス化などの難燃化対策が加えられている。正面運転台下の通風口が1か所となり、尾灯は電球交換の容易な「外はめ式」として小型化された。前面飾り帯は銀色塗装仕上げとされ、車両番号標記はステンレス切抜き文字の直付けからブロック式の番号板ナンバープレートに変更された。
内部機器や低圧補助回路の構成は信頼性向上とメンテナンスフリー化に留意し、機器の小型密閉化など仕様の変更がなされた。車両各部の使用ネジがISOメートルネジへ規格変更され、車体側面の銘板には、○の中に "M" のマークが刻印されている。
81 - 94号機
1975年・1976年の製造で、同時期製造のED75形と同様に、単位スイッチなどの機器の難燃化、計器用変圧器の非PCB化が行われている。

#### 1000番台

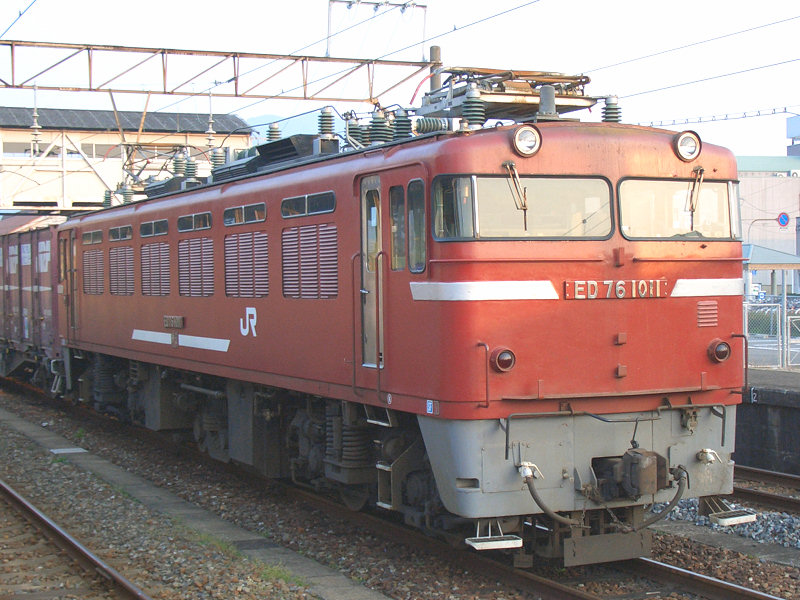
1000番台中期増備車 ED76 1011

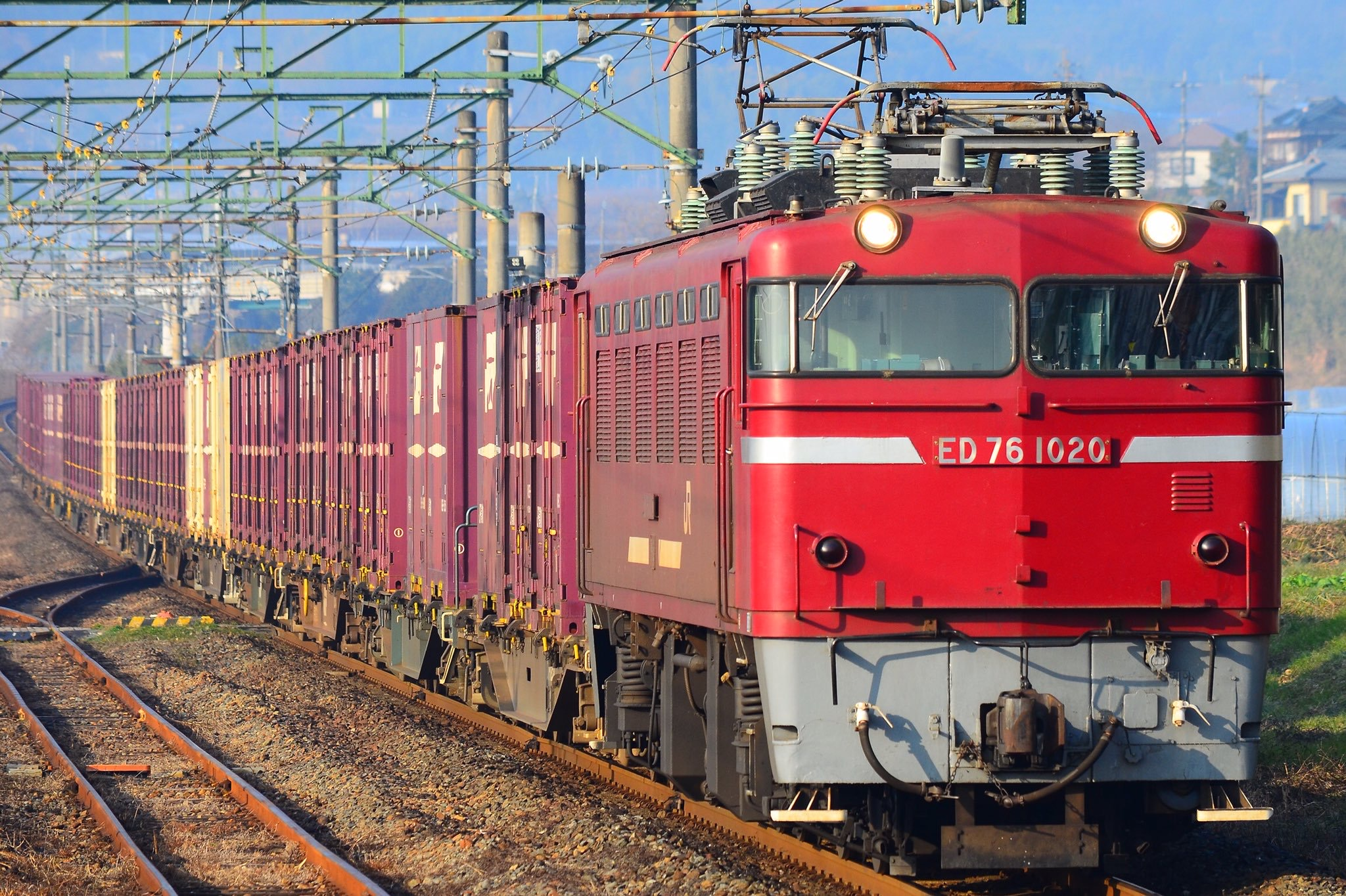
ユニットサッシの末期車 ED76 1020

高速列車牽引用の区分で、1970年から1979年までに23両が製造された。20系客車および10000系貨車の最高速度100 km/h牽引に対応するため、電磁ブレーキ指令回路・元空気溜引き通し管・応速度編成増圧ブレーキ装置などを装備したものである。それ以外の性能および車体形状は基本番台とほぼ同一である。
1001 - 1010号機
1970年、同時期に製造が進められていた基本番台（31 - 54号機）の基本性能にED73形1000番台と同等の高速列車牽引用装備を付加したグループ。車両番号標記はステンレス切抜き文字の直付けで、後年にブロックナンバープレートとされた車両が一部に存在する。
1011 - 1014号機
1973年に増備されたグループ。20系客車編成との連絡電話回線を含むKE59形ジャンパ連結器が省略され、運転室から連絡電話が廃止された。タップ切替器などの機器に改良が加えられ、基本番台の49号機以降と同じく、真空遮断器を採用している。外観では梨地メッキのブロックナンバープレートとなった。翌1974年に増備された基本番台55号機以降と外観的特徴や基本性能は共通である。
1015 - 1023号機
1979年に製造された1015号機以降は、鹿児島地区における桜島の降灰対策のため運転室側窓に横引きユニットサッシが採用された。車両番号標記はステンレスエッチング文字のブロックナンバープレートに、主電動機はMT52Bに変更された。台車の材質が変更され、機器の完全非PCB化が達成された。基本性能は1011 - 1014号機を踏襲している。

### 北海道仕様機

#### 500番台

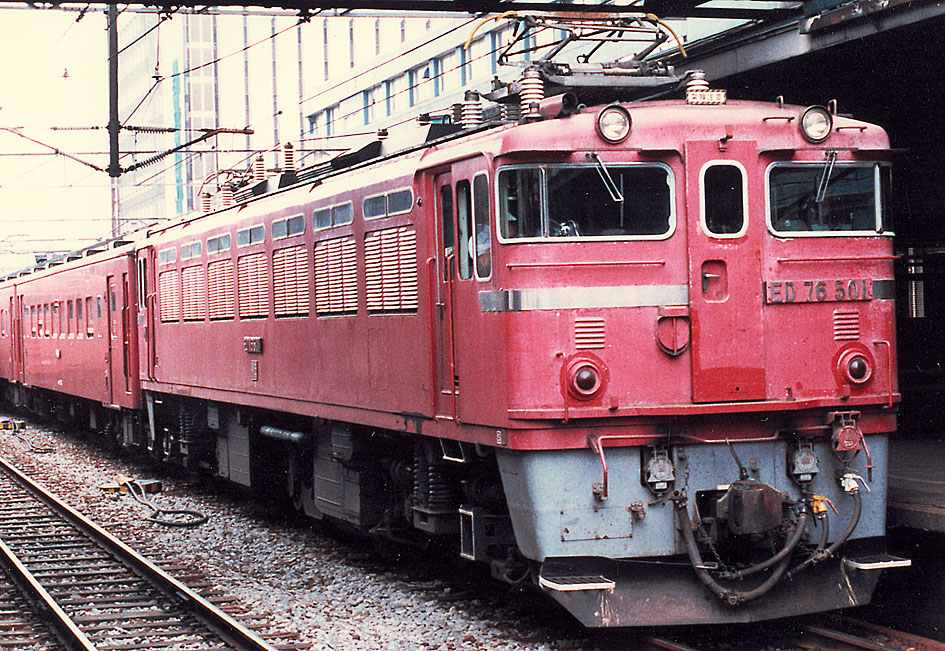
ED76 501（1986年、札幌駅）

サイリスタ (T1,T2) による無電弧低圧タップ切換

1968年から1969年にかけて22両（501 - 522号機）が製造された。
北海道電化用の試作機として投入されたED75 501（S形）の試用結果を基に改良を加え、列車暖房用に蒸気発生装置 (SG) を搭載した量産機である。北海道向けであることから、九州向け車両とは性能や外観が大きく異なる。外観上の特徴は大容量 SG 搭載に伴う水と灯油タンクの大型化・下枠交差型パンタグラフの装備・特別高圧機器のない屋根上・7列に配置された専用エアフィルタールーバー（一般的な20段ではなく18段）・前面の貫通扉とタイフォン設置などである。これら北海道向け装備の搭載や大容量化により、車体長は基本番台より1 m延長されてF級機並みの 18.4 m となった。
制御装置は無電弧低圧タップ切換を踏襲したが、位相制御は磁気増幅器に代わりED75形500番台（S形）で採用されたサイリスタとした。S形では全サイリスタ制御方式が採用されていたが、本区分では誘導障害対策からタップ間電圧の位相制御に留まった。電源周波数は50 Hz専用である。重量貨物列車運用を考慮した重連総括制御が採用されており、スカート部には重連総括制御用のジャンパ連結器が設置されている。制動装置は重量貨物列車けん引時の制動距離短縮のため単機増圧機能を持つ。
酷寒地での運用にあたって耐寒・耐雪対策が特に強化されており、冷却風の車内循環や自然通風による粉雪の侵入防止、特別高圧機器の室内配置、各部への凍結防止ヒーターの追加、鋳鉄制輪子を軽くあて続けて発熱させる耐雪ブレーキの装備など、重装備となっている。投入線区である函館本線小樽 - 旭川間は電化にあわせ軌道強化が済んでおり、全区間軸重16 tでの運転が可能であったことと低規格線区への入線もないため、中間台車TR103F 形による軸重調整は重量列車起動時の抜重と冬季のSG運転に伴う水と灯油の消費に合わせた調整のみに用いた。後に、50系51形客車連結の普通列車において出発合図を送るためのブザー回路も追加されている。
客車列車の電車化が進展して運用が減少し、1994年までに551号機に改造された514号機を残して全車が廃車となった。

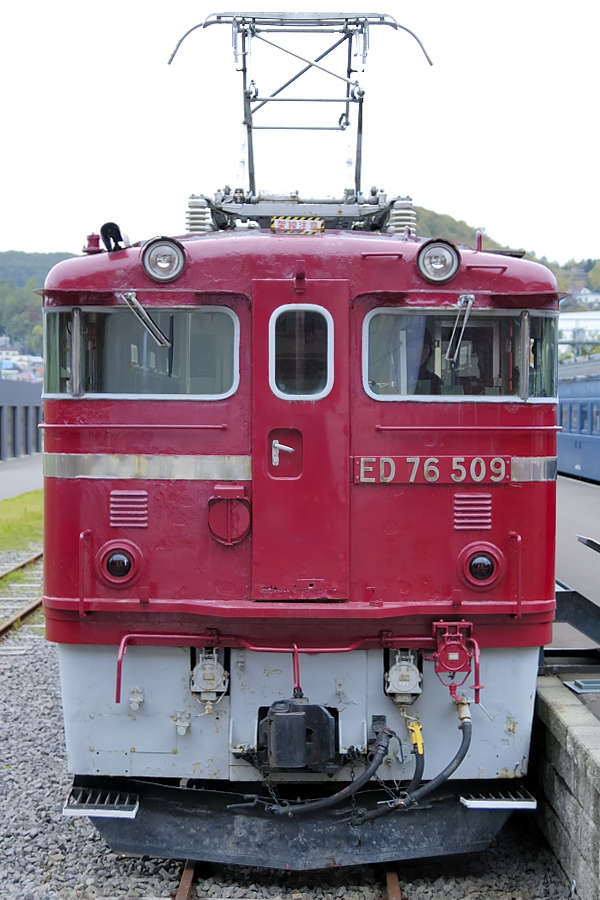
ED76 509 正面
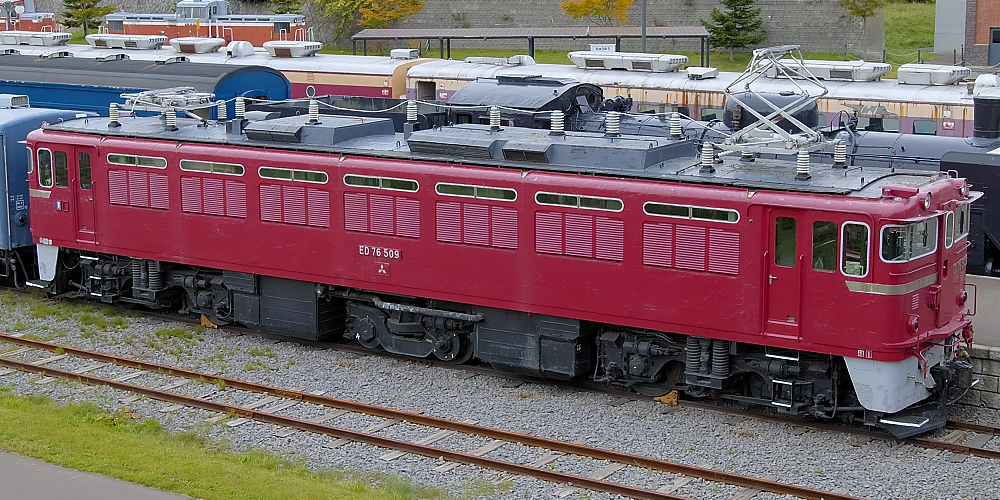
ED76 509 側面・屋根上

#### 550番台

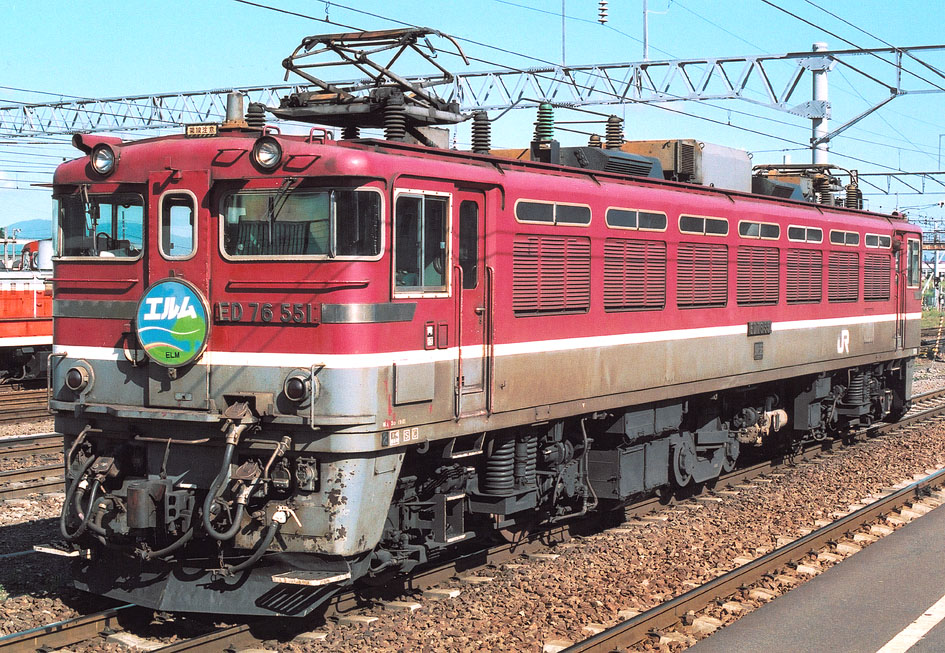
ED76 551

青函トンネルの旅客列車増発に充てるため、ED79形の増備として当時の余剰機の中から514号機を捻出・改造した機関車である。
種車のSGは撤去され電気暖房仕様となったが、再利用した主変圧器に電気暖房用の4次巻線がなかったため代わりに電気暖房用の補助変圧器を搭載した。制御方式もED79形基本番台の仕様を踏襲し、ED79形と同じく変圧器と低圧タップ切替器はそのまま使用し、サイリスタ整流器は従来の力行専用のものから、ED79形基本番台・50番台と同仕様の回生制動可能なものへ交換されている。その他仕様もED79形を踏襲し、界磁用変圧器、高速遮断器、力行・制動転換器などを搭載している。青函トンネル内の騒音対策のため、運転室が密閉構造となり、夏季の対策としてクーラーが取り付けられた。
保安装置は青函ATCを搭載するが、ED79形基本番台と異なり上り下りそれぞれの信号を自動判別するため、機関車のエンドが入れ替わっても青函トンネルを走行できる。外部塗色は車体下部全周を灰色とし、塗装境界部に白色の帯を配する。
当初は複数機の改造が計画されたが、機関車不足時には日本貨物鉄道（JR貨物）のED79形50番台を借りて対応するといった運用体制の変更によって改造は551号機の1両のみで終了した。1999年には函館本線電化30周年記念の特別列車牽引に使用するため赤2号の単色に復元され、2001年に廃車されている。

### 主要諸元
| 番台区分     | 基本番台・1000番台                 | 500番台                            | 550番台                            |
| ------------ | ---------------------------------- | ---------------------------------- | ---------------------------------- |
| 全長         | 17,400 mm                          | 18,400 mm                          | 18,400 mm                          |
| 全幅         | 2,800 mm                           | 2,900 mm                           | 3,074 mm                           |
| 全高         | 3,987 mm                           | 3,885 mm                           | 4,280 mm                           |
| 運転整備質量 | 87.0 t                             | 90.5 t                             | 80.4 t                             |
| 最高運転速度 | 100 km/h                           | 100 km/h                           | 110 km/h                           |
| 電気方式     | 交流 20 kV・60 Hz                  | 交流 20 kV・50 Hz                  | 交流 20 kV・50 Hz                  |
| 軸配置       | Bo-2-Bo （動軸 4 / 従軸 2）        | Bo-2-Bo （動軸 4 / 従軸 2）        | Bo-2-Bo （動軸 4 / 従軸 2）        |
| 動力台車形式 | DT129K・DT129L                     | DT129R、DT129S                     | DT129R、DT129S                     |
| 中間台車形式 | TR103F                             | TR103D                             | TR103D                             |
| 主電動機     | MT52形 × 4                         | MT52A形 × 4                        | MT52C形 × 4                        |
| 定格出力     | 1,900 kW（1時間定格）              | 1,900 kW（1時間定格）              | 1,900 kW（1時間定格）              |
| 定格引張力   | 14,100 kgf（1時間定格）            | 14,100 kgf（1時間定格）            | 12,600 kgf（1時間定格）            |
| 定格速度     | 49.1 km/h（1時間定格）             | 49.1 km/h（1時間定格）             | 61.5 km/h（1時間定格）             |
| 制御方式     | 無電弧低圧タップ切換・弱め界磁制御 | 無電弧低圧タップ切換・弱め界磁制御 | 無電弧低圧タップ切換・弱め界磁制御 |
| 制御機器     | シリコン整流器 磁気増幅器          | シリコン整流器 サイリスタ          | サイリスタ                         |
| 重連総括制御 | なし                               | あり                               | あり                               |
| ブレーキ方式 | EL14AS自動空気ブレーキ、増圧装置   | EL14AS自動空気ブレーキ、増圧装置   | EL14AS自動空気ブレーキ、増圧装置   |
| 回生ブレーキ | なし                               | なし                               | サイリスタインバータ方式           |

## 運用の変遷・現況
北海道の500・550番台は既に全車が廃車され、2016年現在、九州地区にJR貨物所属の基本番台と1000番台が残るのみである。

### 国鉄時代
運用開始直後より、定圧自動運転可能なSG3B-S形蒸気発生装置の操作性の良さから蒸気暖房が必要な一般客車列車や荷物列車などを中心に使用された。電化の進展とともに増備を重ね、九州全域で客貨両用に使用された。高速列車運用に特化した1000番台は当初鹿児島機関区に集中配置され、鹿児島本線を中心に高速鮮魚列車「とびうお」「ぎんりん」のほか、ブルートレインから荷物列車まで幅広く運用に充当された。1970年代後半からは14系・24系客車へ置き換えが進み、ブルートレイン牽引機に仕様の制限がなくなったことやED72形・ED73形が淘汰されたことから本形式は九州地区での事実上の標準機として使用されることとなる。北海道では、函館本線の小樽ー旭川間で貨物や客車列車の牽引を行ったが、電化区間が千歳線にも伸びたがほぼ入線せず函館本線内のみの運用に留まった。1980年代に入ると、年々進む貨物輸送の合理化と荷物列車の廃止や動力近代化によって南九州地区に数多く残っていた一般客車列車の電車化が進むと、一転して本形式にも余剰が発生するようになり、昭和59年のダイヤ改正では経年15年程度の車齢が若いものを含めて空気遮断器搭載車の大半が休車となっていった。
昭和61年より国鉄分割民営化を前にかけて半数近くにあたる58両が廃車され、基本番台は九州旅客鉄道（JR九州）に36両 (42・60 - 94)、日本貨物鉄道（JR貨物）に7両 (37・43・55 - 59)、1000番台は18両 (1006 - 1023) が日本貨物鉄道（JR貨物）に承継された。500番台は16両が北海道旅客鉄道（JR北海道）に承継された。

### JR北海道

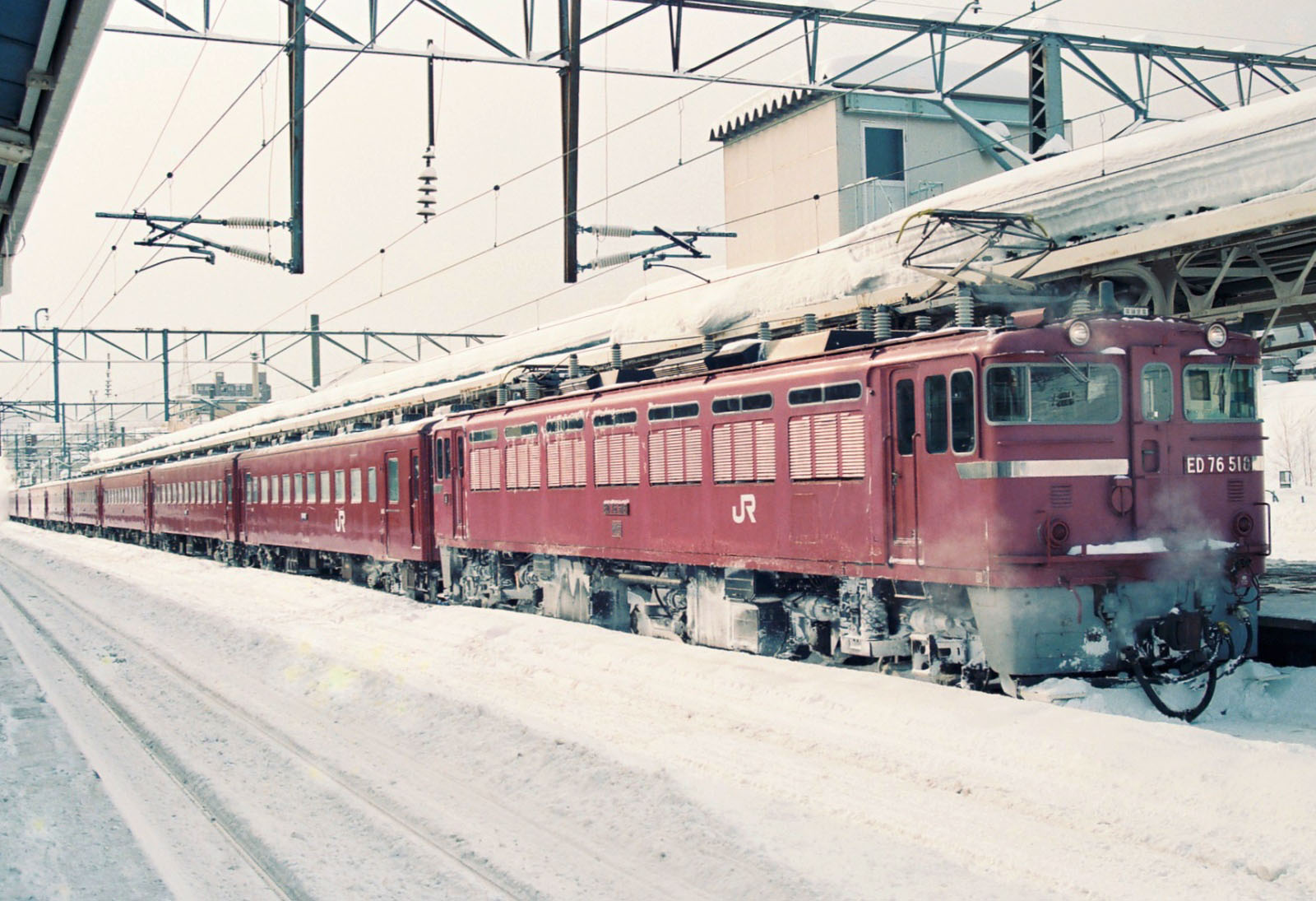
小樽駅に停車中の客車列車（1992年）

500番台を空知運転所（旧・岩見沢第二機関区）に配置し、函館本線の電化区間で急行「大雪」をはじめとする客車列車や貨物列車の牽引に使用された。
JR発足直後より旅客列車は721系電車の投入により電車化が推進されたことで本区分の運用範囲は漸次縮小した。貨物列車などはDD51形やDF200形等のディーゼル機関車を電化区間へも直通させる運用方針が既に採られており、貨物機への転用もなされなかった。末期は5両が残存し小樽 - 岩見沢間の運用に充てられていた。1994年に全車が廃車となり、同時に所属していた空知運転所も閉鎖された。
1991年に改造された551号機は青函運転所に転属し、津軽海峡線で快速「海峡」をはじめとする客車列車の牽引にあたった。ED79形よりも車体長が長く駅構内での停止位置が異なるために運用上特段の注意を要し、場合によっては旅客での客車が多い際に青森駅に入構出来ない件も発生したため「トワイライトエクスプレス」など特定の列車に集中して使用されたが、1両のみの存在ということもあって2001年3月31日付に廃車となった。

### JR九州

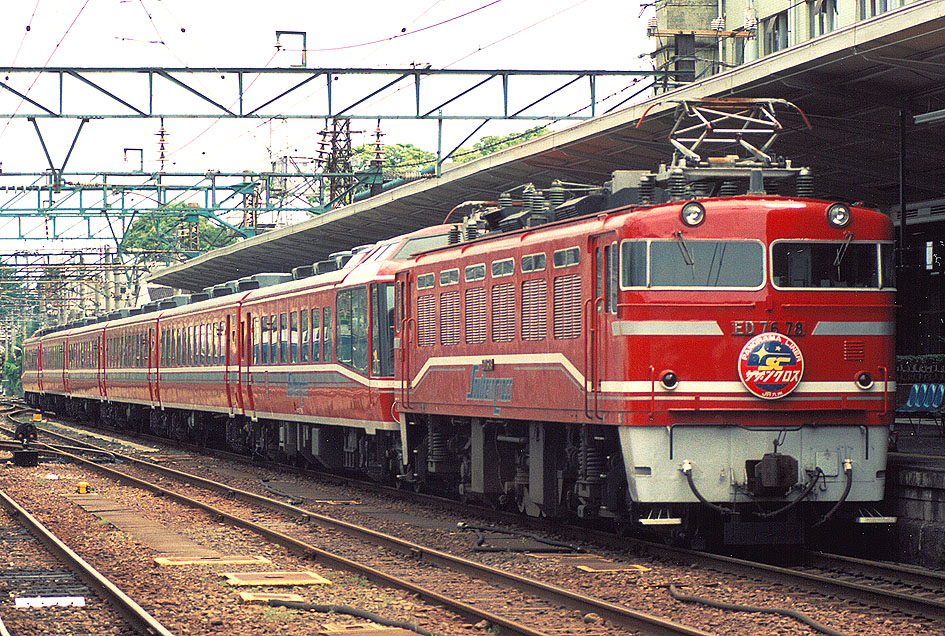
「パノラマライナーサザンクロス」を牽引するED76 78

基本番台を大分鉄道事業部大分車両センターに配備し、日豊本線の一般客車列車やブルートレイン、他社から乗り入れてくる臨時列車の牽引に使用されていたが、客車列車の減少に伴い、所要数は漸次減少していった。最後まで残存した定期運用は寝台特急「富士・はやぶさ」であったが、2009年3月14日のダイヤ改正で同列車が廃止され、定期運用が消滅した。
その後はブルートレインのリバイバルトレインなどを牽引していたが、2012年11月中に最後まで所属していた3両が廃車され、JR九州から電気機関車が消滅した。
外部塗色は一般的な赤2号であるが、車体側面に貼付された白い縁取りのある赤色の"JR"マークがJR九州所属機の特徴である。所属の全機にエアコン追設がなされ、機械室内に室外機の設置がなされている。78号機はジョイフルトレイン「パノラマライナーサザンクロス」の専用機とされてカラーリングも変更されたが、1994年に廃車となっている。

### JR貨物

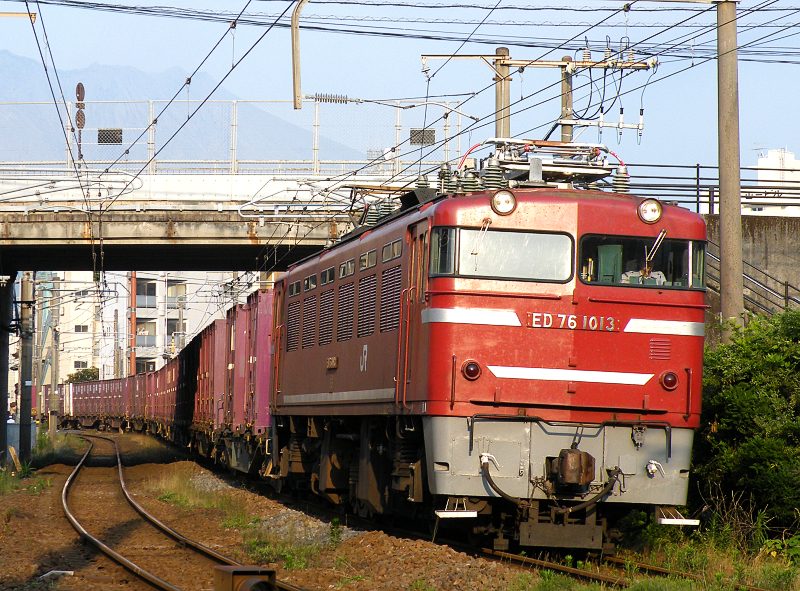
鹿児島貨物ターミナル発 梅田行貨物列車を牽引する1013号機。（2009年）

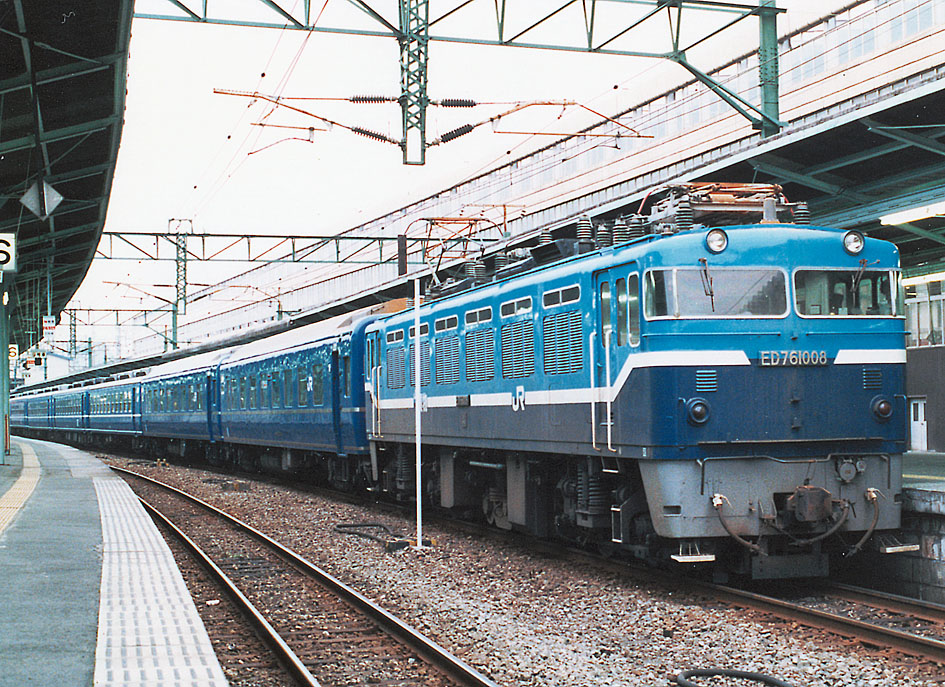
JR貨物色 ED76 1008けん引急行「かいもん」（小倉駅）

2024年4月現在では基本番台1両 (81) と1000番台7両 (1015・1017 - 1022) の計8両が門司機関区に配置され、九州一円で主力機として運用している。
81・83はJR九州から購入している。SGは使わないことから撤去され、代わりに死重と運転席用エアコンが取り付けられた。外部塗色は赤2号であり、車体側面の"JR"マークは一般的な白文字のものが使用されている。1987年から37・56 - 59・1006・1008・1019の8両がJR貨物のブルー基調の試験塗色に塗り替えられたことがあるが、1992年以降は赤2号に戻されている。
経年老朽化の進行に対しては1995年より更新工事が施行されている。対象は真空遮断器を装備した後期車で、主要機器の交換やオーバーホール・配線配管類の取替・車体外板や構体の徹底補修と再塗装等を集中的に行うもので、主電動機を車軸側の軸受をコロ軸受化した MT52C 形へ交換したものや、乗務員室扉をステンレス製に取り替えたものもある。更新工事施行機は側面に白帯を入れ識別している。当初は側面白帯の位置や塗り分けに多くのバリエーションが存在したが、1995年更新施工の1013号機を除き、側面製造銘板横に白帯が入る塗り分けに統一された。
2014年から2016年にかけて、ATS改造工事を受け、ATS-SF形にATS-DF形を追加更新している。
経年の進行した本形式の取替えを目的とし、2005年度以降に新形式の開発を行うことが発表されたが、発表から15年以上経過しても具体的な開発状況は不明であった。しかし2021年3月31日に発表された2021年度事業計画では「故障による輸送障害を未然に防止するため老朽車両の取替を計画的に進め、九州地区については取替後にEF510形式機関車を導入することから、九州用に仕様変更したEF510形式の走行試験を行う」とプレスリリースが出され、後継形式としてEF510形300番台が開発されていたことが判明した。
2024年3月16日のダイヤ改正をもって83号機及び1016号機が除籍された。また、同年6月29日をもって81号機が運用を離脱したことが、同日に開催された門司機関区での撮影会内で明らかになっている。
2025年3月15日のダイヤ改正をもって定期運用を終了することが、NHKによるJR貨物への取材で明らかとなった。
これにより、ED76形式機関車による定期運用は全て終了することとなる。

## 保存機
| 画像 | 番号     | 所在地                                                                      | 備考 |
| ---- | -------- | --------------------------------------------------------------------------- | --- |
|      | ED76 505 | 北海道三笠市幌内町2丁目287 三笠鉄道記念館                                   | 2014年に札幌交通機械によって高濃度ポリ塩化ビフェニル（PCB）を含有する部品が撤去された。 |
|      | ED76 509 | 北海道小樽市手宮1丁目3-6 小樽市総合博物館（鉄道・科学・歴史館） ※前頭部のみ | 2023年8月以降PCBを含む部品を撤去後、運転台を含む車体前半部分のみ保存予定 |
|      | ED76 1   | 福岡県北九州市門司区清滝2丁目3-29 九州鉄道記念館 ※前頭部のみ                | 国鉄時代に廃車後保管されていたが、のちに前頭部のみのカットモデルとなって小倉総合車両センターに設置され、さらに2013年、九州鉄道記念館の10周年リニューアルに際し移設された。運転室内部にも立ち入ることができる。 |
|      | ED76 91  | 大分県日田市中ノ島635-1 日田天領水の里 元氣の駅 ※解体済み                   | 14系客車 オロネ15 3005、スハネフ14 5と共に静態保存され、寝台特急「富士」のヘッドマークが取りつけられていた。 2021年8月、老朽化のため客車2両と共に解体撤去された。                                              |
|      | 車番不明 | 東京都府中市東芝町 東芝府中事業所 ※解体済み                                 | プレートには「ED76 1048」と掲示されていたが、上述のとおり本形式の1000番台は23両の製造であり、欠番も存在していない。                                                                                            |